# Afrolistrophorus hapalomys
Afrolistrophorus hapalomys  (лат.) — вид акариформных клещей семейства Listrophoridae (Psoroptidia) из отряда Astigmata. Встречаются в Юго-Восточной Азии: Вьетнам. Паразитируют на грызущих млекопитающих, таких как мышь Делакура (Hapalomys delacouri Thomas; Muridae, род Обезьяньи мыши). Длина самок 0,4 мм (ширина — 0,1), длина самцов — 0,36 мм. Вид был впервые описан в 2014 году российскими акарологами Андреем Бочковым и Алексеем Абрамовым (Зоологический институт РАН, Санкт-Петербург) вместе с видом Radfordia mirabilis.